# Calvin Smith (atleta, 1987)
Calvin Smith (Estados Unidos, 10 de diciembre de 1987) es un atleta estadounidense especializado en la prueba de 4x400 m, en la que consiguió ser campeón mundial en pista cubierta en 2016.

## Carrera deportiva
En el Campeonato Mundial de Atletismo en Pista Cubierta de 2014 ganó la medalla de oro en los relevos de 4x400 metros, llegando a meta en un tiempo de 3:02.13 segundos, por delante de Reino Unido y Jamaica (bronce).
Dos años después, en el Campeonato Mundial de Atletismo en Pista Cubierta de 2016 volvió a ganar la medalla de oro en los relevos de 4x400 metros, llegando a meta en un tiempo de 3:02.45 segundos, por delante de Bahamas (plata) y Trinidad y Tobago (bronce).